# لورنا راسيل
لورنا راسيل هي فنانة كندية، ولدت في 4 أكتوبر 1933 في ساسكاتون في كندا.